# Episodi di Peak Practice (prima stagione)
La prima stagione della serie televisiva Peak Practice è stata trasmessa in anteprima nel Regno Unito dalla Independent Television tra il 10 maggio 1993 e il 28 giugno 1993.
| nº | Titolo originale      | Titolo italiano | Prima TV UK    | Prima TV Italia |
| -- | --------------------- | --------------- | -------------- | --------------- |
| 1  | Sharp Practice        |                 | 10 maggio 1993 |                 |
| 2  | Outsiders             |                 | 17 maggio 1993 |                 |
| 3  | Growing Pains         |                 | 24 maggio 1993 |                 |
| 4  | Roses Around the Door |                 | 31 maggio 1993 |                 |
| 5  | Impulsive Behaviour   |                 | 7 giugno 1993  |                 |
| 6  | Hope to Die           |                 | 14 giugno 1993 |                 |
| 7  | Listening Skills      |                 | 21 giugno 1993 |                 |
| 8  | Giddy Heights         |                 | 28 giugno 1993 |                 |